# София Семёновна

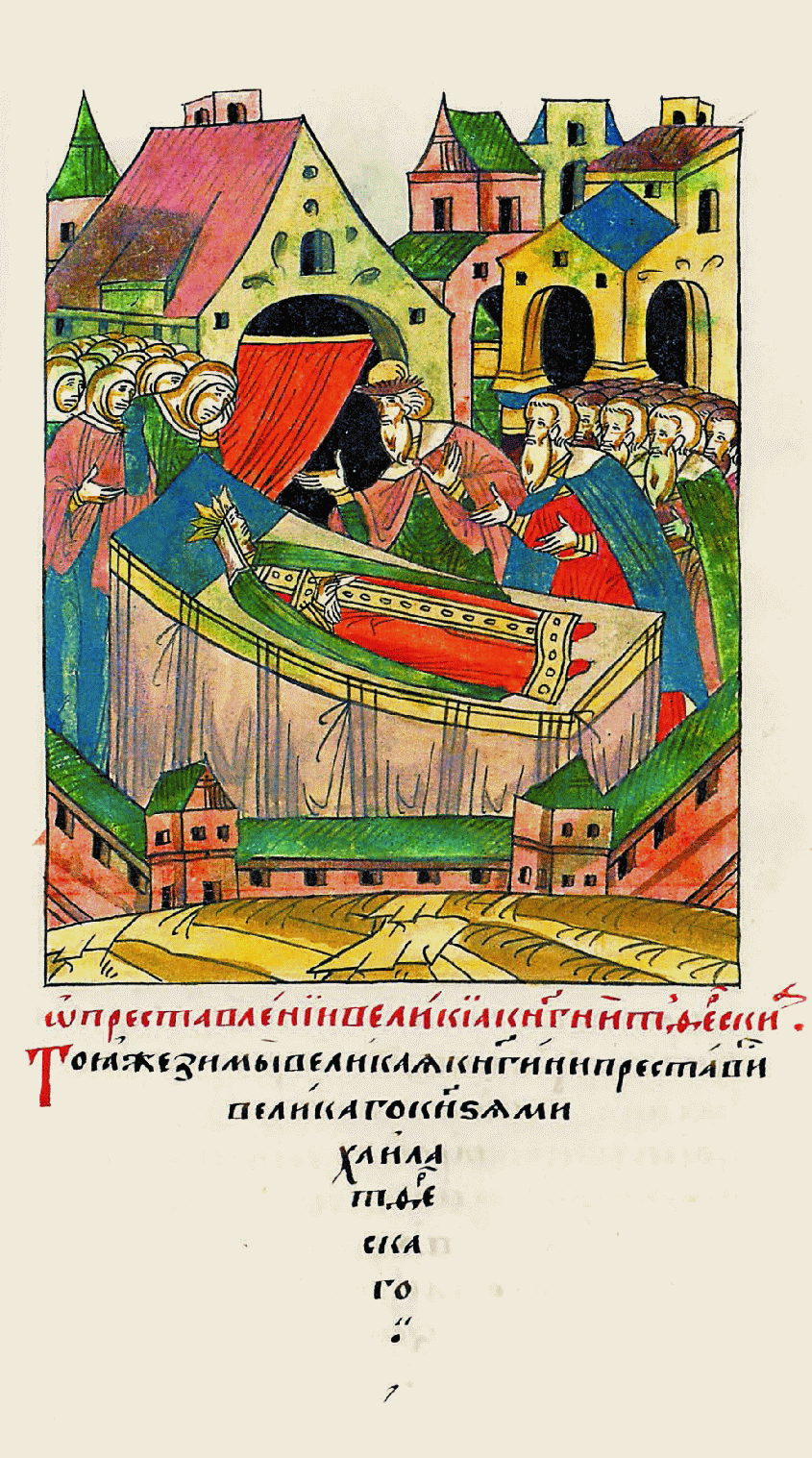
Смерть княгини

София Семёновна (ум. 7 февраля 1483) ― жена великого князя тверского Михаила Борисовича, дочь киевского князя Семёна Олельковича  (1420—1470) и Марии, дочери воеводы трокского и виленского Яна Гаштольда.
Замужем с 1471 года. Детей не имела. О её жизни в Твери ничего не известно, она упоминается по поводу приезда в Тверь московита Петра Заболоцкого.